# ポルタウルン人
ポルタウルン人(英語:Portaulun people)は、サウスオーストラリア州のアボリジニである。

## 領土
オーストラリアの人類学者、ノルマン・ティンダルは、マレー川西岸沿いのウッドヒル(Wood Hill)からウェリントンとポマンダ島までを含むポルタウルン人の領土は、約300平方マイル (780 km2)であると推定した。彼らの領土の西端はグロートヒル(Grote Hill)まで及んだ。

## 部族
ポルタウルン人は二つの部族に分かれていた。
- ワラワルデ(Warawalde)
- ウェリンジェリ(Welindjeri)

ウェリンジェリという名前はアボリジニの権利が回復した後、ウェリントンの地名から形作られた物なので、ウェリンジェリとは 'ウェイ人(The Wei)の一員'という意味である。

## 歴史
最後の純ポルタウルン人は、1967年に逝去したデイヴィッド・ウナイポンである。

## 有名な人
デイヴィッド・ウナイポン

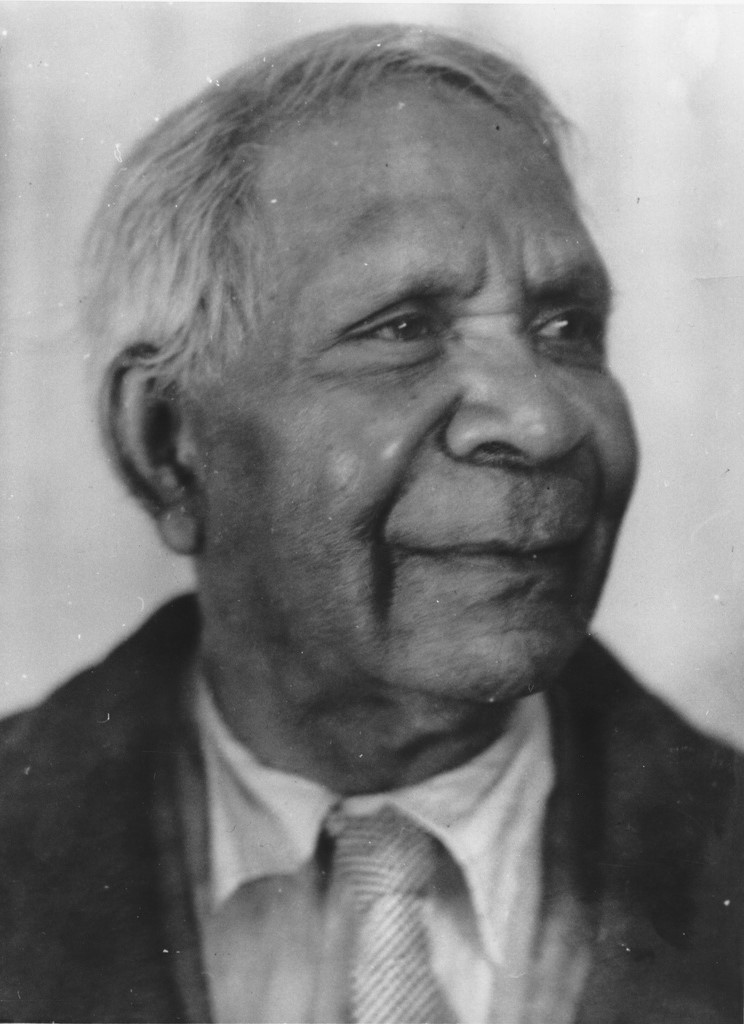
デイヴィッド・ウナイポン(1938年撮影)

なお、ウナイポンは50ドル紙幣に載っている人物である。

## ポルタウルン人の他の名前
- プッジン(Putjin)
- ワラワルデ(Warawalde)
- ウェリンジェリ(Welindjeri)
- ウェリンイェリ(Welinyeri)
- ポムンダ(Pomunda) ("ポムンダ地点(Pomunda Point)"という地名に由来)
- プームンダ(Poomunda)
- ウェリントン族(Wellington tribe)[2]

## ノート

### 引用
1. 1 2  Tindale 1974, p. 217.
2. 1 2  Tindale 1974, p. 218.